# قتل رحيم للأطفال

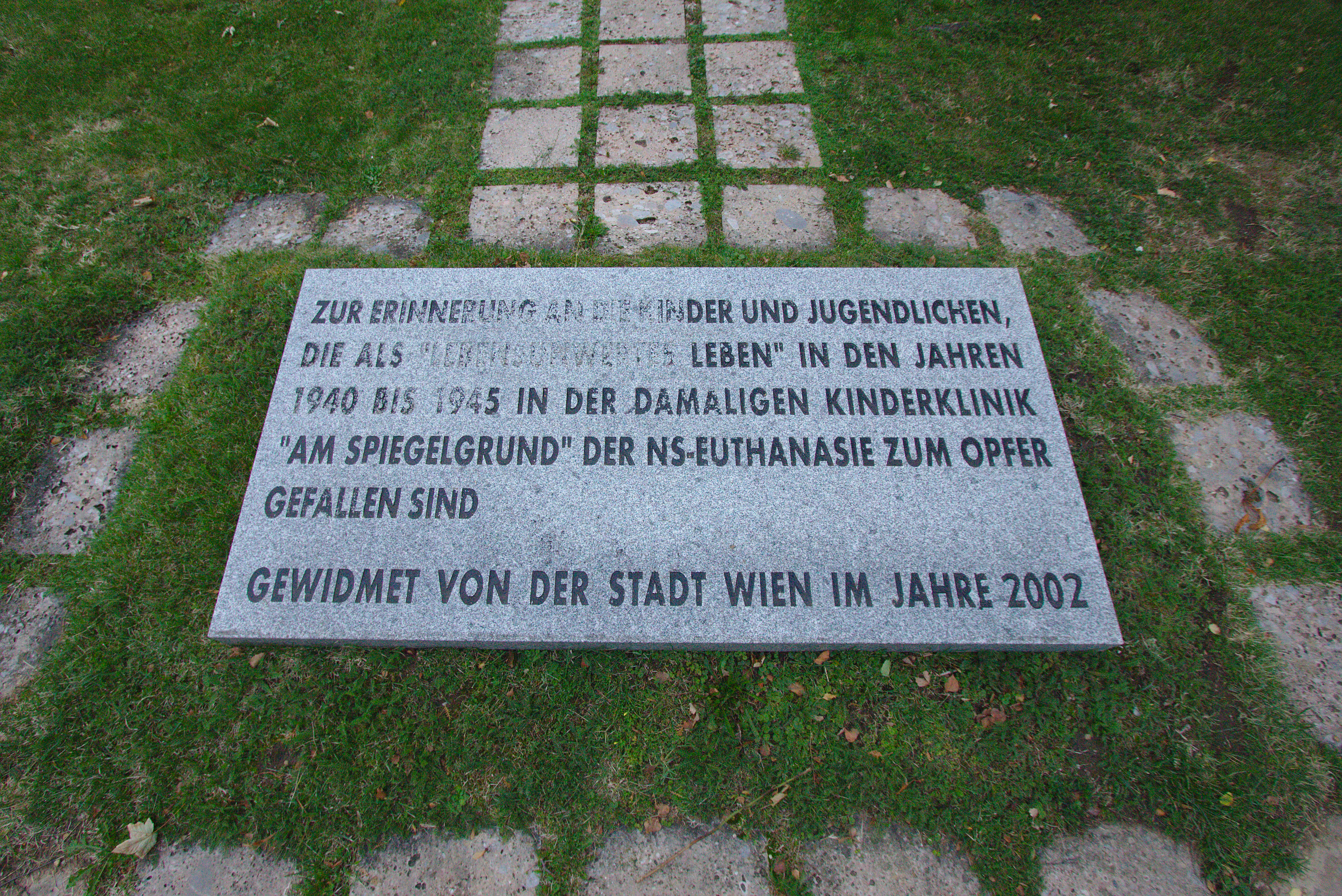
موقع دفن الأطفال ضحايا القتل الرحيم من عيادة شبيغلغروند في مقبرة فيينا المركزية.

القتل الرحيم للأطفال هو شكل مثير للجدل من القتل الرحيم غير المقصود الذي يستخدم مع الأطفال المصابين بمرض عضال أو يعانون من عيوب خلقية معينة.
لقد قارن إيريك كوديش ودانيال أ. بيلز بين القتل الرحيم للأطفال وقتل الرُضع. يقول كوديش "إن الفكرة المبدئية بأن هناك "معيارًا طبيًا متفقًا عليه" لقتل الرُضع يستدعي وجود مقاومة في شكل عصيان مدني. ويرى آخرون مثل جوزيف فليتشر، مؤسس أخلاقيات الموقف ومؤيد القتل الرحيم أنه يجب السماح بقتل الرُضع المصابين بعيوب خِلقية. يؤكد فلتشر أن هذا لا يشبه قتل الرضع الذي يرتكبه أُناس مضطربون، وفي هذه الحالة يعتبر القتل الرحيم للطفل عملاً إنسانيًا وامتدادًا منطقيًا ومقبولاً للإجهاض. ويذهب عالم الأخلاق البيولوجية الأمريكي جاكوب م. أبيل بعيدًا في هذا الاتجاه بقوله أن قتل الرحمة يمكن أن يكون عملًا أخلاقيًا حتى في غياب موافقة الوالدين. ويزعم عالما الأخلاق البيولوجية ألبرتو جيبليني وفرانسيسكا منيرفا أن قتل الوليد "يجب أن يكون مسموحًا في جميع الحالات التي يُسمح فيها بالإجهاض بما في ذلك حالات الرُضع المعاقين".

## القتل الرحيم للأطفال حسب الدولة

### هولندا
في هولندا، لا يزال القتل الرحيم غير قانوني من الناحية الفنية للمرضى أقل من 12 عامًا، وبالرغم من ذلك فقد قام إدوارد فيرهاجن بتوثيق العديد من الحالات التي حدث فيها القتل الرحيم للرُضع، وقام مع زملائه بالتعاون مع النائب العام بوضع بروتوكول يتم اتباعه في هذه الحالات، وسوف يمتنع وكلاء النيابة عن توجيه الاتهام عند اتباع هذا البروتوكول المعروف باسم «بروتوكول جرونينجن».
وأدى هذا البروتوكول إلى استجابة حاسمة جدًا من إليو سجرشيا، رئيس الأكاديمية البابوية من أجل الحياة.

### المملكة المتحدة
في عام 2006، شرع مجلس نوفيلد لأخلاقيات البيولوجيا في إجراء تحقيق حول الرعاية الحرجة في طب الأجنة وحديثي الولادة والقرارات المتعلقة بعلاج الحالات الحرجة من الأطفال الخدائج،
وأوصت الكلية الملكية لطب التوليد وأمراض النساء، في مذكرتها بأنه يجب بدء نقاش عام حول خيارات "عدم الإنعاش، والانسحاب من قرارات العلاج واختبار المصلحة الأفضل وإجراء القتل الرحيم لـ"أكثر الرضع حديثي الولادة مرضًا". وصرحت الكلية بضرورة وجود نقاش حول ما إذا كان يجب اعتبار "التدخل المتعمد" المتسبب في موت حديثي الولادة المعاقين أمرًا مشروعًا أم لا، وذكرت الكلية أنه على الرغم من أن ذلك لم يكن بالضرورة في صالح هذه الخطوة، فإنه يجب مناقشة هذه المسائل. وأشارت الكلية في هذه الجلسة إلى أن وجود هذه الخيارات سوف ينقذ بعض العائلات من العيش في سنوات من المعاناة العاطفية والمالية كما قد يقلل ذلك من عدد عمليات الإجهاض المتأخرة "حيث إن بعض الآباء يستمرون في الاحتفاظ بالحمل ويتحملون مخاطر النتيجة". وفي استجابة لهذا الاقتراح، ذكر طبيب الأطفال الكبير بيتر سوير من هولندا أن أطباء الأطفال البريطانيين يقومون بالفعل بتنفيذ "عمليات القتل الرحيم" ويجب السماح بفعل هذا علنًا.
دعمت كنيسة إنجلترا فيما قدمته من تساؤل وجهة النظر القائلة بأنه يجب منح الأطباء الحق في الامتناع عن علاج الرضع المعاقين في الظروف الاستثنائية، كما صرحت الزمالة الطبية المسيحية أنه عندما يكون العلاج «عبئًا» فإن هذا لا يكون قتل الرحمة.

### بلجيكا
في 13 فبراير 2014 أصبحت بلجيكا أول دولة تسمح بالقتل الرحيم ومن دون تحديد أي عُمر.